# راجنار ماجنوسون
راجنار ماجنوسون (بالسويدية: Ragnar Magnusson)‏ هو منافس ألعاب قوى سويدي، ولد في 15 سبتمبر 1901 في ستوكهولم في السويد، وتوفي في 4 مارس 1981 في Johanneshov ‏ في السويد.

## وصلات خارجية
- راجنار ماجنوسون على موقع أوليمبيديا (الإنجليزية)
- راجنار ماجنوسون على موقع اللجنة الأولمبية السويدية (السويدية)